# 林金兵衛
林 金兵衛（はやし きんべえ、文政8年1月1日（1825年2月18日） - 明治14年（1881年）3月1日）は、明治初期の日本の政治家、農民運動家。本名、林金兵衛重勝。

## 概要
上条城主小坂氏の末裔で林家28代目当主（今井兼平からかぞえて）。 父に林重郷、息子に林小参(養子)を持つ。幕末の義勇隊の一つである草薙隊の隊長でもある。

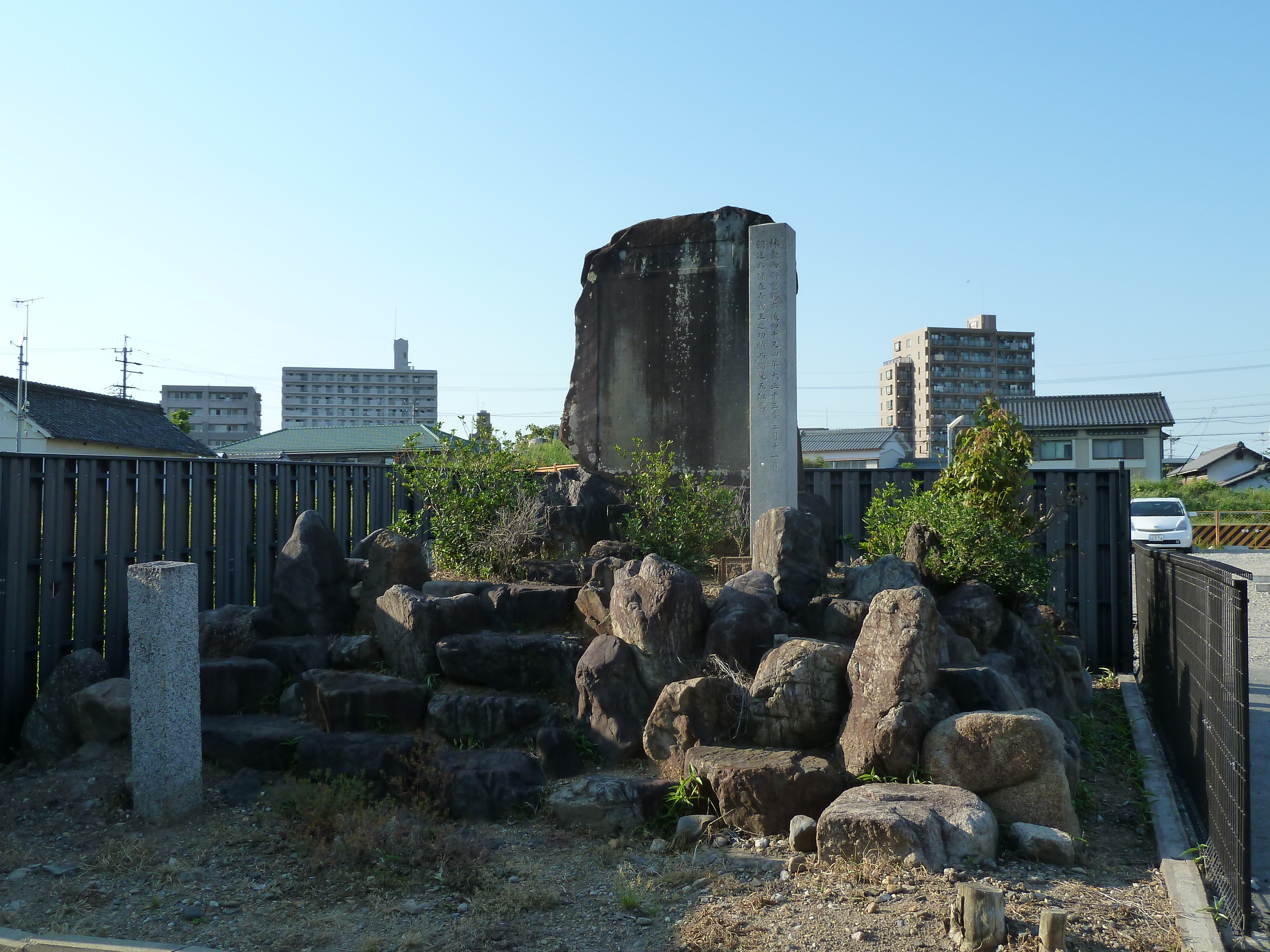
屋敷跡の石碑

## 生涯
尾張国春日井郡上条村（現在の愛知県春日井市上条町）に林家の二男として生まれた。嘉永2年（1849年）に父が亡くなって家を継ぎ、父から金兵衛の名を受け継いで林金兵衛重勝と名乗った。
安政5年（1858年）、水野代官所総庄屋に就き、人々の生活が安定するように努めた。特に、明治9年（1876年）から明治14年（1881年）にかけて、春日井郡の地租改正反対運動の中心人物として活動していた。慶応4年1月（1868年1月）に尾張藩で幕府を倒すための戦力として草薙隊を編成した。京都御所の警備をしていたが、その後北越戦争などに参戦した。 明治2年（1869年）に解散し、隊員の全員が帰農したという。
春日井郡の地租改正反対運動の中心人物となり、春日井事件が勃発。その後、福沢諭吉に支援を頼んで中央の地租改正事務局に訴えるようになり、福澤は林に請願運動のやり方に注意をあたえて指南した。これがきっかけとなって、林は交詢社の発足にも参加し、『慶應義塾維持法案』が発表されると、慶應義塾の維持資金のために三十円を学校に寄付して支援するなど生涯の親交を結んだ。
明治13年（1880年）2月5日に初代東春日井郡長に就任したが、翌年3月1日に死去。大正13年（1924年）贈従五位。現在は上条城があった宅地跡には石碑があり、墓は泰岳寺にある。